# Парамилон
Парамилон је угљени хидрат, присутан као резервна материја у еугленоидним организмима.. Овај полисахарид изомеран је са скробом, али се не боји јодом. На основу типа гликозидне везе, парамилон је β-(1→3)-D-гликан.
Синтезу парамилона врши комплекс ензима парамилон синтаза, величине 650 . Парамилон се складишти у цитоплазми у виду кристалних гранула обавијених мембраном. 